# Майський Іван Михайлович
Іван Михайлович Майський (Ляховецький) (19 січня 1884, місто Кирилов Новгородської губернії, тепер Вологодської області, Російська Федерація — 3 вересня 1975, місто Москва) — радянський державний діяч, дипломат, заступник міністра закордонних справ СРСР, надзвичайний і повноважний посол СРСР у Великій Британії та Фінляндії. Кандидат у члени ЦК ВКП(б) у 1941—1947 роках. Доктор історичних наук. Академік Академії наук СРСР по відділенню історії і філософії (історія) (з 30.11.1946).

## Життєпис
Син військового лікаря, який походив із міщан Херсонської губернії, згодом доктора медицини, вченого. Мати — Надія Іванівна Давидова, вчителька.
Навчався в гімназії в місті Череповці, закінчив Омську чоловічу гімназію. До 1902 року навчався на історико-філологічному факультеті Санкт-Петербурзького університету (виключений).
У 1903 році вступив до РСДРП, меншовик. У період революції 1905—1907 років — член Саратовської ради робітничих депутатів.
На початку січня 1906 року заарештований і відправлений в адміністративне заслання в Тобольську губернію.
У 1908 році емігрував до Німеччини, де в 1912 року закінчив економічний факультет Мюнхенського університету, після чого переїхав до Англії. Під час Першої світової війни належав до меншовиків-інтернаціоналістів.
Повернувся в Росію в травні 1917 року. Працював членом колегії Міністерства праці Тимчасового уряду. У листопаді 1917 року був обраний членом ЦК партії меншовиків. З 1917 по 1918 рік — член Петроградської ради.
Влітку 1918 року — керуючий відомства праці Самарської Директорії КОМУЧа. За роботу в есерівському уряді КОМУЧа був виведений з меншовицького ЦК і виключений з РСДРП. Формально призначений міністром праці в колчаківському уряді, але фактично 17 місяців перебував у науковій експедиції в Монголії. У вересні 1920 року повернувся до Росії.
З грудня 1920 по 1921 рік — завідувач економічного відділу Сибірського революційного комітету.
Член РКП(б) з лютого 1921 року.
У 1921—1922 роках — голова Сибірської планової комісії. Редактор газети «Советская Сибирь».
У 1922—1923 роках — завідувач відділу друку Народного комісаріату закордонних справ Російської РФСР. У 1922 році виступав свідком звинувачення на процесі есерів.
З 1923 року — член редакційної колегії газети «Петроградская правда». У 1923—1925 роках — редактор журналу «Звезда».
До 1925 року — викладач Комуністичному університету.
У 1925 — 26 травня 1927 року — радник повноважного представництва СРСР у Великій Британії у справах друку.
У 1927—1929 роках — радник повноважного представництва СРСР в Японії.
16 травня 1929 — 27 вересня 1932 року — повноважний представник СРСР у Фінляндії. 21 січня 1932 року підписав радянсько-фінський договір про ненапад.
15 жовтня 1932 — 12 серпня 1943 року — повноважний представник (надзвичайний і повноважний посол) СРСР у Великій Британії.
Одночасно в 1936—1939 роках — представник СРСР у Комітеті з невтручання в іспанські справи.
27 липня 1943 — 7 січня 1947 року — заступник народного комісара (міністра) закордонних справ СРСР. Одночасно з 1943 року — голова Міжсоюзницької репараційної комісії в Москві.
У 1947 — лютому 1953 року — в Інституті історії Академії наук СРСР, викладач Московського державного університету імені Ломоносова.
19 лютого 1953 року арештований органами МДБ СРСР. У червні 1955 року засуджений до шести років заслання, але у липні 1955 року був помилуваний, а у 1960 році вирок скасували.
До 1968 року працював у Інституті історії Академії наук СРСР. З 1968 по 3 вересня 1975 року — в Інституті загальної історії Академії наук СРСР.
Помер 3 вересня 1975 року в Москві. Похований на Новодівочому цвинтарі Москви.

## Нагороди і звання
- три орден Трудового Червоного Прапора (18.01.1944; 5.11.1945; 24.01.1964)
- орден Дружби народів
- медалі
- надзвичайний і повноважний посол